# Устье (Мичуринский район)
Устье — село в Мичуринском районе Тамбовской области. Административный центр Устьинского сельсовета. Село расположено при слиянии рек Польной и Лесной Воронеж.

## История
Основано в 1636—1637 годах, после того, как козловский воевода Иван Биркин отвел земельные участки, определил сенокосные и лесные угодья будущим жителям. В период основания называлось Устьинской слободой.
Важнейшим документом, отражающим историю селения важно отметить строельную книгу Козловского уезда за 1635-1637 года. В этой книге повествуется о том, что всего на том момент в Устенском поселении (стану) было три слободы, предположительно Ярок и Борщевое, в каждом по церкви (на тот момент называлось "место церковное"), принадлежащие церкви пашни по 60 "четей" каждое. "Поместные", то есть главы тех трёх слабод были атаманами, которым подчинялось по 150 человек каждому. Территории пашен на открытом пространстве "диком поле" равнялись примерно 7500 "чети", так же имелось свыше 5 тысяч копен сена. Слободам было разрешено использовать ближайший лес совместно с городскими и уездными людьми. Усадный лес имел приобретет в пользовании слобод.
Далее, изучая строельную книгу тех же годов, мы узнаем, что Иван Биркин распределял между жителями сенокосные, земельные и лесные угодья.  В книге сказано, что как раз в то время была построена церковь и при ней имелись места попа, дьякона, пономаря и просвирнице, а так же было выделено 60 саженей (вдоль и поперек) земли и место под дворы, а так же 20 чатей под пашни и определенное количество сена. Атаманы были поместными и их пашни располагались на дачах. Всего их было 60 человек, и на каждого приходилось по 70 сражений в длину и 20 в ширину. Такие пашни располагались по обеим сторонам Польного Воронежа, доходили до самого дикого поля. Выходило по 50 чети на человека. Сено собирали между полей, за полями и у реки. Всего выходило по 100 копен на человека. Так же по обеим сторонам реки имелся лес, по 100 сажений. 
В книге упоминаются поместные атаманы: Матвеев Полуехт Струков, Матвеев Микита Струков и Родионов Мартын Тепикин. Предположительно, глава слободы выбирался по жребию.
Появление села связано не только с именем Ивана Биркина, а так же с именем его сподвижника Михаила Спешнева, которые получили царский указ о сооружении укрепленной линии поперек Ногайской степной дороги. С целью обороны от набегов татар наряду с Устьинским казачьим станом было сооружено еще несколько оборонительных и сторожевых пунктов, и все их соединял так называемый "татарский вал", остатки которого сохранились и по сей день.
Ещё один важным документом, который проливает свет на жизнь в слободе является записи князя Несвитского (писцевая книга).
В 1650-1652 годах он составил полное описание слободы. На тот год в слободе уже имелось 60 атаманский дворов, а всего было 320 жителей. Уже имелся собор Архангела Михаила. Всего имелось 600 четвертей пахотных земель и 2480 четвертей до границы дикого поля, а так же 600 копен сена. 
Позже (в 1650–1652 гг.) князь Данила Несвитский составил описание этого населённого пункта: «Всего в Борщевой слободе было 35 атамановых дворов, где проживало 110 человек».
Известен поп местной церкви на тот момент - Иван Петров. Он утверждал, что в селении нет бобылей и крестьян. Дьяконом той церкви был его сын, Василий Иванович.
В исследовании Устьинский слободы ещё одним важным документом являются окладные книги 1676 года. Церковь там именуется "Архистратига Божья Михаила" Василий Иванович уже поп, а дьякон Демитка. На тот период церковь имела 20 чатей земли и по 40 копен сенных покосов. Так же разрешалось пользоваться близлежащими лесами и лугами. В приходе было 127 дворов, их них детей боярских - 12, рейтарских  - 12, половинщиков и третьщиков - 13, бобыльских - 21, солдатских дворов - 26 и атаманских - 34.
1800 год - строительство церковно-приходской школы при церкви, построенной в том же году (на средства жителей).
1895 год - упоминание о водяной мельнице в слободе. Справочник "Вся Россия", изд. А.С.Суворин. Раздел V, стр. 38.
1906 год - упоминание слободы(села уже на тот момент) в под редакцией В.П.Семенова в многотомном издании "Россия". В издании описывается местоположение, количество жителей на тот момент - 2400 человек, наличие школы и лавки. 
1914 год - строительство одноклассной земской школы (на средства местных жителей). Эта школа существует и сегодня на том же месте. 
1918 год - создание Комитетов бедноты, занимались они экспроприацией земли у кулаков в пользу наименее бедных представителей крестьянства. Эти события произошли в результате Октябрьской революции. Через некоторое время эти комитеты упразднили и создали на их месте Советы рабочих, солдатских и крестьянских депутатов. При достижении 18 летнего возраста житель села имел право участвовать в голосовании сельского Совета, состоящего из 5 представителей.
23.08.1919 - Конный рейд К.К.Мамонтова - Донской армии Юга России Государства Российского. Представители белого движения в ходе гражданской войны. Штаб армии был расположен в паре километров южнее, в селе Борщевое. В ходе рейда армия получила от жителей лошадей, резервировала в свои ряды мужчин, забирала лошадей для дальнейшего похода на запад.
Продразверстка не обошла стороной село. Советская власть требовала сдавать хлеб строго по плану, в противном случае насильственно его отбирала. В следствии чего население, уже позже, поддержало Тамбовское восстание - Антоновщину (1920-1921).
1927 год - создание колхозов на территории сельсовета. Первая артель называлась "Товарищество по совместной обработке земли", через пять лет (в 1932 году) эта артель была реорганизована в колхоз "Муравейник". Всего было 9 таких колхозов. Техника и тракторы появились не сразу, долго сев и уборка урожая производилась при помощи лошадей и вручную.  
1950-е годы - начало укрепления колхозов и районов, сельсоветов.
1954 год - сельсовет Борщевое влился в Устьинский сельсовет, колхозы объединились в один - "Приволье"

## Население
| 1989 | 2002 | 2010 |
| ---- | ---- | ---- |
| 903  | ↘681 | ↘647 |